# Salvelinus killinensis
Salvelinus killinensis är en fiskart som först beskrevs av Günther, 1866.  Salvelinus killinensis ingår i släktet Salvelinus och familjen laxfiskar. Inga underarter finns listade i Catalogue of Life.
Denna fisk förekommer endemisk i sjöarna Loch Killin och Loch Doine i Skottland. För fynd från andra skotska sjöar som Loch Builg behövs bekräftelse att de tillhör arten. Salvelinus killinensis håller vanligen till i sjöarnas djupa delar men den besöker grunda delar för äggläggningen. Arten äter insekternas larver, musslor och kräftdjur.
Introducerade främmande fiskar kan vara konkurrenter. IUCN kategoriserar arten globalt som sårbar.